# Xie Pengfei
Xie Pengfei (kinesisk: 谢鹏飞, pinyin: Xiè Péngfēi, født 29. juni 1993) er en kinesisk fodboldspiller, der spiller for Shanghai Shenhua og det kinesiske landshold.

## Klubkarriere

### Ungdom
Xie Pengfei startede sin fodboldkarriere, da han begyndte at spille i Hangzhou Greentown’s fodboldakademi i 2006. Han blev lejet ud til FC Metz sammen med Liu Binbin i 2010.

### Wenzhou Provenza
Xie Pengfei scorede sit første mål for klubben den 20. september 2011 mod Chongqing, som endte med en 2-1 sejr til Wenzhou.

### Hangzhou Greentown
Xie Pengfei scorede sit første mål for klubben den 26. juni 2012 i en 2-1 sejr mod Shanghai Port i en pokalkamp.

### Jiangsu Suning
Den 12. februar 2016 skiftede Xie Pengfei til Jiangsu Suning. Den 17. september 2016 scorede han sit første mål for klubben i en 2-0 sejr mod Tianjin Teda.

### Cangzhou Mighty Lions
Den 2. april 2021 skiftede Xie Pengfei til Cangzhou Mighty Lions. Den 21. april 2021 debuterede han for klubben i et 2-1 tab mod Qingdao.

### Wuhan Three Towns
Den 29. april 2022 skiftede Xie Pengfei til Wuhan Three Towns. Han debuterede for klubben den 3. juni 2022 i en 4-0 sejr mod Hebei.

## Landsholdskarriere
Den 21. marts 2021 debuterede Xie Pengfei for det kinesiske landshold i en venskabskamp mod Thailand.